# Nampa (Idaho)
Nampa ist eine Stadt im Canyon County im US-Bundesstaat Idaho. Mit 100.200 Einwohnern (U.S. Census 2020) ist sie nach Boise und Meridian die drittgrößte Stadt im Bundesstaat. Nampa liegt 41 Kilometer westlich von Boise in der Snake River Plain an der Interstate 84, die sich hier mit der Fernstraße US 30 deckt.

## Geschichte
Nampa fing als kleiner Eisenbahnort in den frühen 1880er Jahren an, es wurde 1886 gegründet. Sehr schnell entwickelte es sich zu einer bedeutenden Eisenbahnstadt. Aus den 15 Häusern wurden schnell 50. In den 1890er Jahren wurde die erste Volksschule unter dem Namen Lakeview School eröffnet. Sie lag auf einem Hügel zwischen der 6th Street und der 12th Avenue North. Von der Schule hatte man eine gute Sicht auf den Lake Ethel, der später wegen Überschwemmungen abgelassen wurde. Auf dem Gebiet des Sees wurde der Lakeview Park errichtet. Heute ist er der größte Park der Stadt.
| Jahr | Einwohner 1 |
| ---- | ----------- |
| 1980 | 25.112      |
| 1990 | 28.365      |
| 2000 | 51.867      |
| 2010 | 81.557      |
| 2020 | 100.200     |

## Sehenswürdigkeiten
- Canyon County Historical Museum
- Deer Flat National Wildlife Refuge
- Warhawk Air Museum

## Bildung
In Nampa befindet sich das College of Western Idaho (Herbst 2020: 10.200 Studierende) und die von der Kirche des Nazareners getragene Northwest Nazarene University (2.109 Studierende).

## Söhne und Töchter der Stadt
- Edson H. Deal (1903–1967), Politiker, Vizegouverneur von Idaho
- Doseone (* 1977), Rapper
- Davey Hamilton (* 1962), Rennfahrer
- Larry McKeon (1944–2008), Politiker, Mitglied des Repräsentantenhauses von Illinois
- Thomas H. Neary (1945–2017), Generalmajor der United States Air Force
- Jim Potter (* 1973), belgisch-US-amerikanischer Basketballspieler
- Robert Spielvogel (1911–2013), Kameramann, Filmregisseur und Dokumentarfilmer
- Steve Symms (1938–2024), Politiker, Vertreter von Idaho in beiden Kammern des US-Kongresses
- Fredrick Monroe Taylor (1901–1988), Jurist und Politiker
- Edwin Paul Wilson (1928–2012), Offizier der CIA und des Office of Naval Intelligence